# University of Western Australia
Die University of Western Australia (UWA) ist eine Universität in Perth an der Westküste Australiens, die 1911 gegründet wurde. Sie ist damit die älteste Hochschule in Western Australia und gehört zur Group of Eight, einer Forschungsgruppe von australischen Universitäten.
Der ursprüngliche Campus lag an der Hay Street im Stadtzentrum. Er befand sich in einer Passage an der Irwin Street, die als Tin Pot Alley (Zinntopfpassage) bekannt war, da das Dach aus Zinn hergestellt war.
Der Hauptcampus ist seit den 1930er Jahren im Stadtteil Crawley angesiedelt. Das ursprüngliche Gebäude in der Irwin Street war früher der Sitzungsraum des Senats. Ein Teil der Sportanlagen befinden sich im Stadtteil Mt. Claremont.
Der Crawley Campus ist eine von Perths bedeutendsten Touristen-Attraktionen. Viele der Gebäude wurden aus Kalkstein gebaut, unter anderem die nach romanischen Stilprinzipien erbaute Winthrop Hall, das Wahrzeichen der UWA. Im nördlichen Bereich des Campus sind die Gebäude von Parks umgeben, in denen eine Vielzahl verschiedener Baum-, Pflanzen- und Vogelarten zu finden sind. Entlang des Campus bildet der Swan River die Matilda Bay.

## Fakultäten
Mit Stand 2020 hatte die Universität vier Fakultäten, 37 Forschungszentren und 22 Lehrabteilungen (schools).
Früher waren es neun Fakultäten. Die Universität bietet Jura, Medizin und Zahnmedizin, Kunst, Architektur, Erziehungs-, Wirtschafts-, Natur-, Landwirtschafts- und Ingenieurwissenschaften (beinhaltet Mathematik, Physik und Informatik) an:
1. Architecture, Landscape and Visual Arts
2. Arts,  Humanities and Social Sciences
3. Economics  and Commerce (UWA Business School)
4. Education
5. Engineering, Computing and Mathematical Sciences
6. Law
7. Life and Physical Sciences
8. Medicine and Dentistry
9. Natural and Agricultural Sciences

Direkt am Campus befinden sich einige Studentenwohnheime (residential colleges), u. a. das St George's College, das St Catherine's College, das Trinity College, die Currie Hall und das Sir Thomas More College.

## Sonstiges
Die UWA ist bekannt für ihr umfangreiches Angebot an sozialen Aktivitäten für Studenten. Organisiert in der Student Guild, der Studentenvertretung, hat die UWA eine große Anzahl an Clubs, die zahlreiche Interessengebiete abdecken. Ein Höhepunkt ist seit einigen Jahren Prosh, ein Tag in den ersten Wochen des Universitätsjahres, an dem sich die Studenten verkleiden und in einer Parade durch die Innenstadt ziehen. Dabei verkaufen sie selbstgeschriebene Zeitungen für einen wohltätigen Zweck.
Durch politische und private Hinterlassenschaften gehört sie zu den größten Landeigentümern der Stadt. Nennenswerte Absolventen sind beispielsweise Bob Hawke, Carmen Lawrence, Kim Beazley, Malla Nunn, Alan Fels und Andrew Forrest.
Weitere Universitäten am Ort sind die Curtin University of Technology, die Edith Cowan University, die Murdoch University und die University of Notre Dame. Teilweise haben diese Universitäten Außenstellen in anderen Städten wie Kalgoorlie, Esperance, Albany und Broome.

## Deutsche Partneruniversitäten
- RWTH Aachen
- Universität Passau
- Eberhard Karls Universität Tübingen im Matariki Universitätsnetzwerk
- Universität Koblenz-Landau
- WHU – Otto Beisheim School of Management (ehemals: Wissenschaftliche Hochschule für Unternehmensführung)
- Albert-Ludwigs-Universität Freiburg
- Heinrich-Heine-Universität Düsseldorf

## Abbildungen

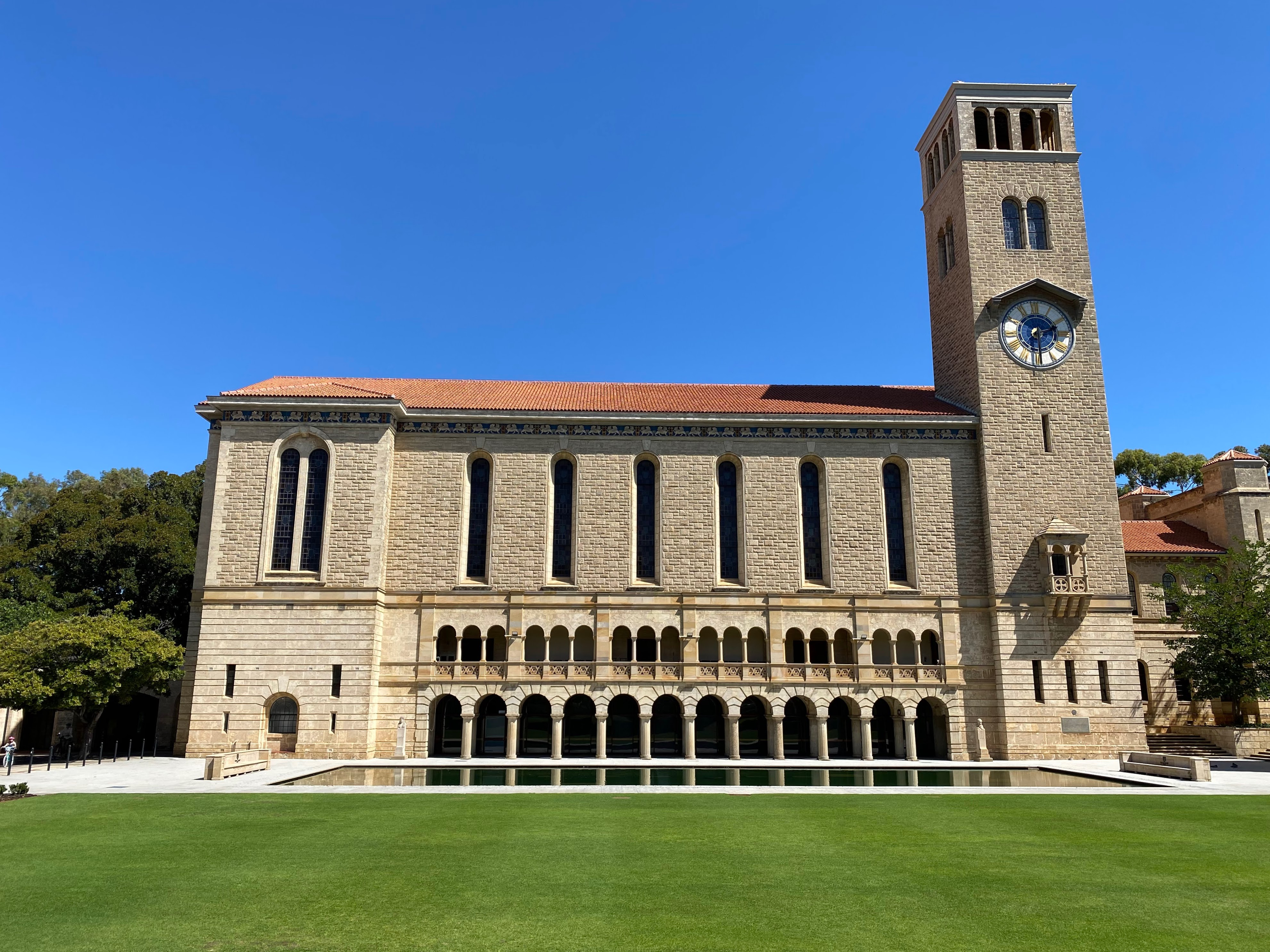
Winthrop Hall
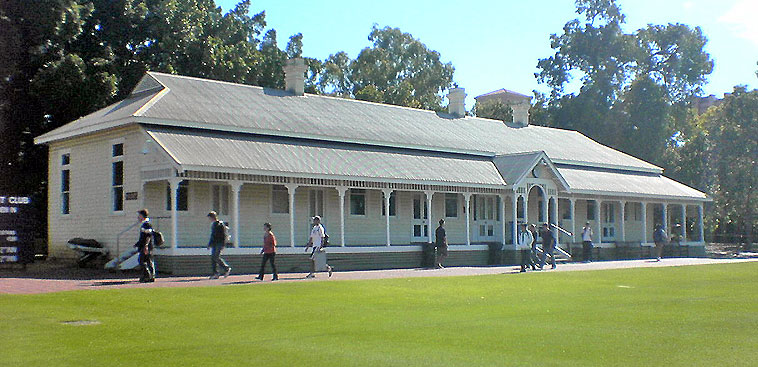
Irwin St Building
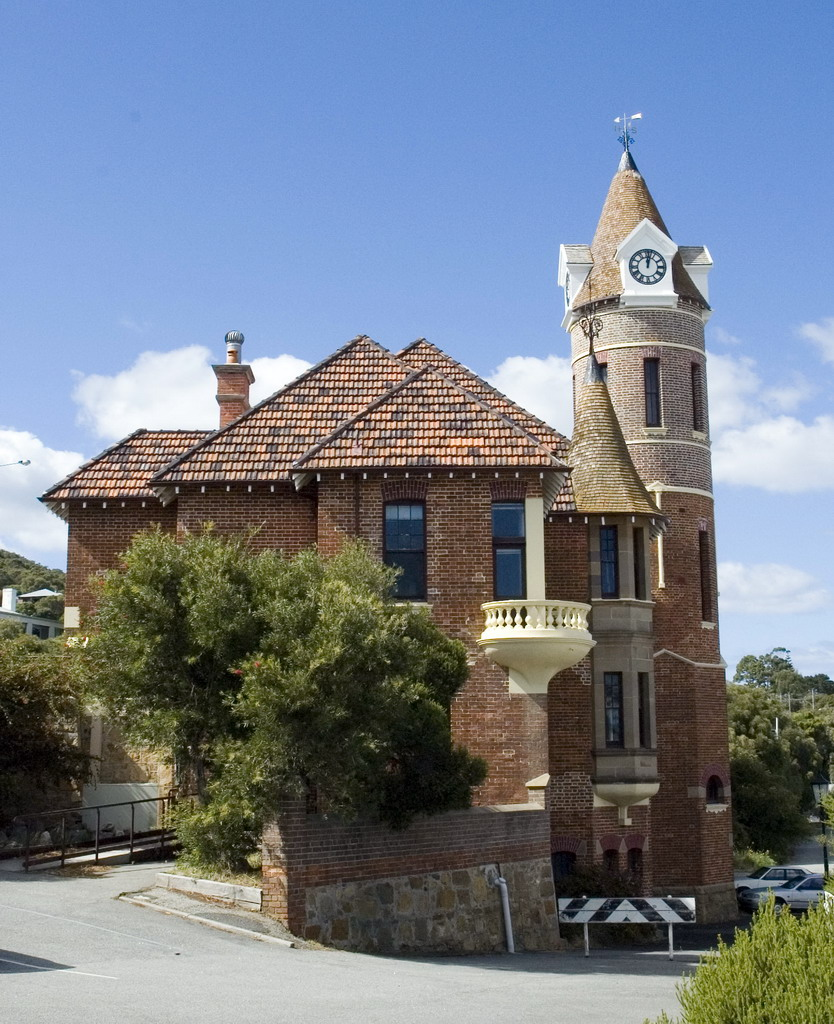
UWA Centre
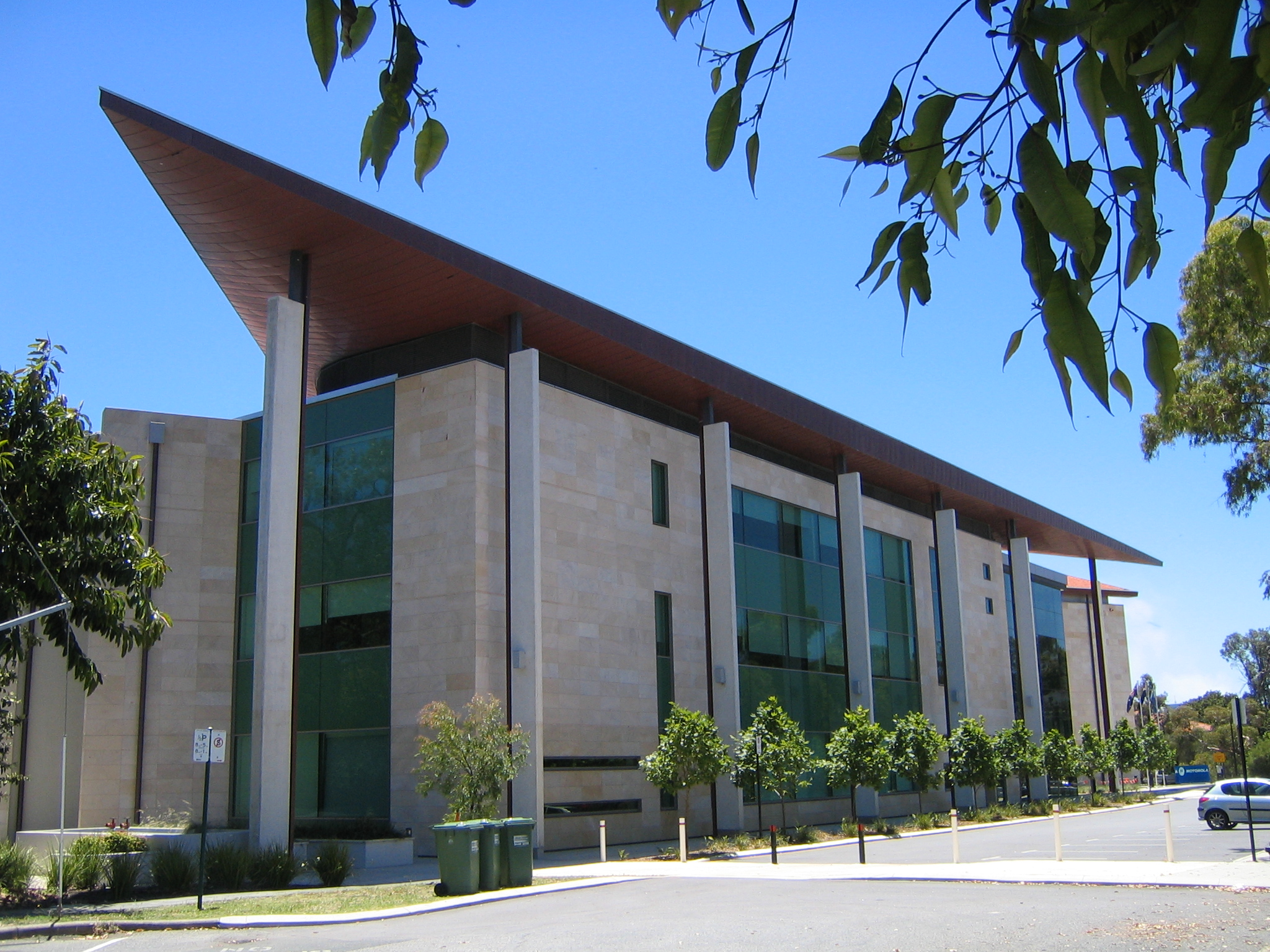
Motorola Software Centre